# Carissa carandas
Carissa carandas är en oleanderväxtart som beskrevs av Carl von Linné. Carissa carandas ingår i släktet Carissa och familjen oleanderväxter. Inga underarter finns listade i Catalogue of Life.